# Fifth Street
Fifth Street è un centro abitato degli Stati Uniti d'America situato nella contea di Fort Bend dello Stato del Texas.
La popolazione era di 2.486 persone al censimento del 2010. Fifth Street è situata nella giurisdizione extraterritoriale di Stafford.

## Geografia fisica
Fifth Street è situata a 29°35′56″N 95°32′57″W, nel nord-est di Fort Bend County, vicino al confine con la contea di Harris e tra Missouri City e Stafford.
Secondo lo United States Census Bureau, ha un'area totale di 0,8 miglia quadrate (2,1 km²).

## Società

### Evoluzione demografica
Secondo il censimento del 2000, c'erano 2.059 persone, 503 nuclei familiari e 422 famiglie residenti nella città. La densità di popolazione era di 2.536,8 persone per miglio quadrato (981,5/km²). C'erano 537 unità abitative a una densità media di 661,6 per miglio quadrato (256,0/km²). La composizione etnica della città era formata dal 50,90% di bianchi, il 5,15% di afroamericani, lo 0,15% di nativi americani, lo 0,10% di asiatici, lo 0,05% di isolani del Pacifico, il 41,23% di altre razze, e il 2,43% di due o più etnie. Ispanici o latinos di qualunque razza erano il 90,34% della popolazione.
C'erano 503 nuclei familiari di cui il 46,3% aveva figli di età inferiore ai 18 anni, il 57,3% erano coppie sposate conviventi, il 15,7% aveva un capofamiglia femmina senza marito, e il 16,1% erano non-famiglie. Il 9,3% di tutti i nuclei familiari erano individuali e il 2,4% aveva componenti con un'età di 65 anni o più che vivevano da soli. Il numero di componenti medio di un nucleo familiare era di 4,09 e quello di una famiglia era di 4,29.
La popolazione era composta dal 34,0% di persone sotto i 18 anni, il 13,1% di persone dai 18 ai 24 anni, il 32,3% di persone dai 25 ai 44 anni, il 15,6% di persone dai 45 ai 64 anni, e il 5,0% di persone di 65 anni o più. L'età media era di 26 anni. Per ogni 100 femmine c'erano 129,5 maschi. Per ogni 100 femmine dai 18 anni in giù, c'erano 137,4 maschi.
Il reddito medio di un nucleo familiare era di 29.773 dollari, e quello di una famiglia era di 34.740 dollari. I maschi avevano un reddito medio di 26.310 dollari contro i 17.500 dollari delle femmine. Il reddito pro capite era di 9.697 dollari. Circa il 20,4% delle famiglie e il 21,8% della popolazione erano sotto la soglia di povertà, incluso il 19,6% di persone sotto i 18 anni e il 22,6% di persone di 65 anni o più.